# Nakajima Ki-34
Nakajima Ki-34 (яп. 中島AT-2) — серійний військово-транспортний та пасажирський літак Імперської армії Японії та Імперського флоту Японії (L1N1) періоду Другої світової війни.
Кодова назва союзників - «Тора» (англ. Thora).

## Історія створення
у 1935 році фірма Nakajima придбала ліцензію на виготовлення пасажирського літака Douglas DC-2. Керівництво фірми вирішило на базі цього літака розробити власну двомоторну машину для обслуговування місцевих авіаліній. Проєкт отримав назву AT-1. В процесі роботи прототип зазнав чималих змін порівняно з оригіналом і отримав кодову назву AT-2. Перший літак злетів у повітря у 1936 році.
Це був двомоторний низькоплан з двигунами Nakajima Kotobuki 2-1 потужністю по 580 к.с. Екіпаж складався з 3 чоловік, а в салоні могли розміститись 8 пасажирів. Льотні випробування пройшли успішно, незважаючи на незначні проблеми з двигуном і механізмом шасі, і у 1937 році Nakajima отримала замовлення на виготовлення 32 літаків AT-2 для авіакомпаній «Японські імперські авіалінії» та «Маньчжурські авіалінії». В серійному варіанті використовувався двигун Nakajima Kotobuki 41 потужністю 710 к.с.

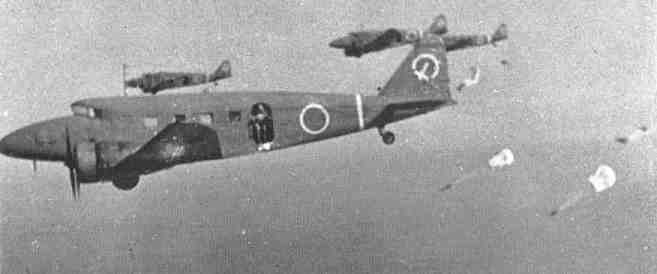
Десантування з Ki-34

В тому ж році літак був прийнятий на озброєння армії Японії під назвою «Армійський транспортний літак Тип 97» як зв'язковий та десантний літак. На військовому варіанті встановлювався двигун Nakahima Ha-lb потужністю 710 к.с.
У 1938 році декілька десятків літаків замовило командування Імперського флоту Японії. В морській авіації вони отримали назву «Транспортний літак флоту Тип 97» (або L1N1). Екіпаж L1N1 складався з 3 чоловік: пілота, другого пілота та радіооператора. В транспортному салоні могли розміщуватись 11 пасажирів або 8 парашутистів з повним спорядженням.
Ki-34 та L1N1 широко використовувались на всіх ділянках Тихоокеанського театру бойових дій з першого до останнього дня війни.
Всього було збудовано 351 літак, з них 318 - для військового використання. 

## Тактико-технічні характеристики

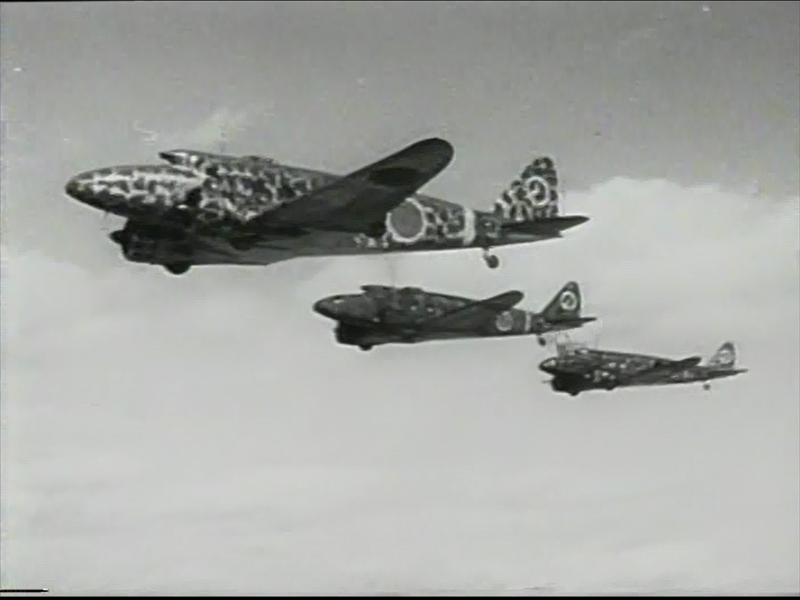
Кі-34 в польоті. Кадри з японського фільму «Яструби загону полковника Като» (1944)

### Технічні характеристики
- Екіпаж: 3 чоловік
- Пасажири: 8 чоловік
- Довжина: 15,30 м
- Висота: 4,15 м
- Розмах крил: 19,81 м
- Площа крил: 49,20 м ²
- Маса пустого: 3 500 кг
- Маса спорядженого: 5 250 кг
- Навантаження на крило: 106.7 кг/м²
- Двигуни:
  - 2 х  Nakajima Kotobuki 41 (цивільний варіант)
  - 2 х  Nakajima Ha-1b (військовий варіант)
- Потужність: 2 х 710 к. с.
- Питома потужність: 3.7 кг/к.с.

### Льотні характеристики
- Максимальна швидкість: 360 км/г на висоті 3360 м.
- Крейсерська швидкість: 310 км/г
- Дальність польоту: 1 200 км
- Практична стеля: 7 000 м
- Швидкість набору висоти: 3000 м за 6 хв. 38 с.

## Модифікації
- AT-2 - цивільний варіант
- Ki-34 - «Армійський транспортний літак Тип 97»
- L1N1 - «Транспортний літак флоту Тип 97»